# Balkaneț, Loveci
Balkaneț (în bulgară Балканец) este un sat în comuna Troian, regiunea Loveci,  Bulgaria. 

## Demografie
Componența etnică a satului Balkaneț
     Bulgari (80,69%)
     Nicio identificare (19,3%)
     Altele (0%)
La recensământul din 2011, populația satului Balkaneț era de 259 locuitori. Din punct de vedere etnic, majoritatea locuitorilor (80,69%) erau bulgari. Pentru 19,3% din locuitori nu este cunoscută apartenența etnică.